# Pedicia (Crunobia) semireducta
Pedicia (Crunobia) semireducta is een tweevleugelige uit de familie Pediciidae. De soort komt voor in het Palearctisch gebied.